# Venantino Venantini
Pour les articles homonymes, voir Venantini.
Enrico Venantino Venantini, dit Venantino Venantini, né le 17 avril 1930 à Fabriano (Marches), et mort le 9 octobre 2018 à Viterbe (Latium), est un acteur italien.
Second rôle célèbre en Italie pour Ettore Scola et Dino Risi, il se fait vite remarquer par des réalisateurs français. Il tourne ainsi fréquemment avec Georges Lautner (Les Tontons flingueurs, Flic ou Voyou, Attention, une femme peut en cacher une autre !) ou encore Gérard Oury (Le Corniaud, La Folie des grandeurs, etc.).

## Biographie

### Carrière
Enrico Venantini se destine à une carrière d'artiste peintre. Au milieu des années 1950, il obtient une bourse grâce à laquelle il quitte un temps l'Italie pour Paris où il suit des cours à l'École nationale supérieure des beaux-arts. Pour financer ses études, il accepte de faire de la figuration dans quelques films : Quo vadis, Ben-Hur.
En 1960, Franco Rossi souhaite l'engager pour un rôle plus important. D'abord réticent, il finit par accepter car le tournage de L'Odyssée nue doit se passer à Tahiti. Dès lors, il décroche de petits contrats.

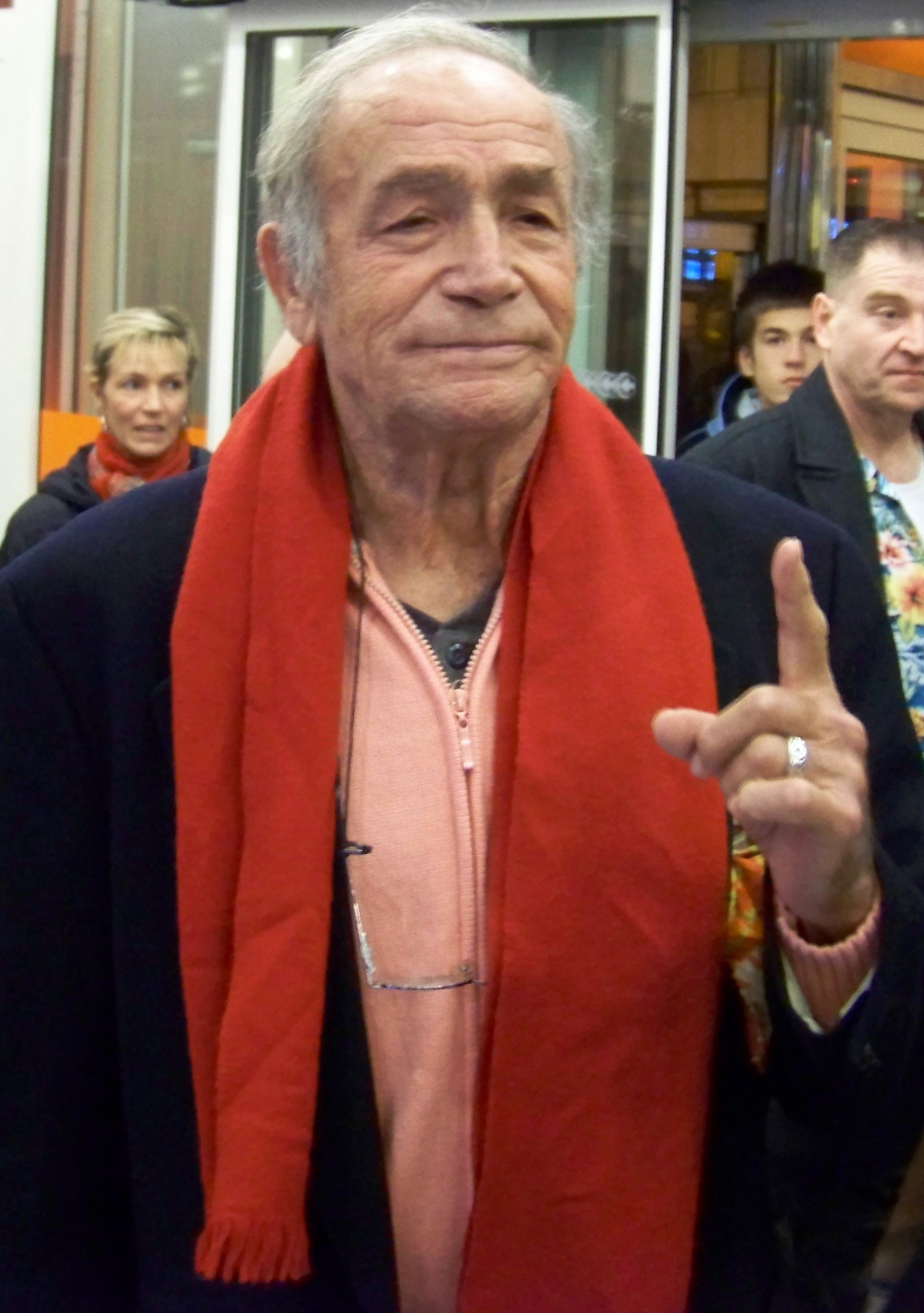
Venantino Venantini au festival de Cannes 2009.

En 1963, il fait une rencontre déterminante : le réalisateur français Georges Lautner lui offre un rôle dans son nouveau film Les Tontons flingueurs, une comédie policière interprétée par Lino Ventura qui obtient un grand succès. Commence alors une double carrière pour Venantini, une en Italie, et une en France, où il impose son physique de séducteur et son français doté d'un charmant accent. Le succès des Tontons flingueurs encore frais, il rejoint aussitôt Lautner sur Des pissenlits par la racine, comédie avec Louis de Funès et une jeune actrice, Mireille Darc. La collaboration avec Georges Lautner, qui devient rapidement un ami, se prolonge au fil des années. Lautner réserve à l'acteur un rôle dans Galia, La Grande Sauterelle, Il était une fois un flic et Laisse aller... c'est une valse, quatre films interprétés aux côtés de Mireille Darc.
En 1964, il retrouve également Louis de Funès, et le sommet du box-office français, grâce au film de Gérard Oury, Le Corniaud. Son personnage de bègue le rend désormais reconnaissable auprès du public. Il donne à nouveau la réplique à De Funès dans Le Grand Restaurant puis La Folie des grandeurs. En Italie, il touche à tous les genres populaires du cinéma : le western (Bandidos), le film de guerre (La Bataille pour Anzio), le peplum (Les Aventures d'Hercule) et même le film érotique (Emmanuelle l'antivierge, Black Emanuelle).
Dès 1971, il tourne régulièrement avec Dino Risi, de bons films (La Femme du prêtre, Les Derniers Monstres) ou de moins bons (Le Bon Roi Dagobert). Au fil de sa carrière, il est dirigé par Roger Vadim, Christian-Jaque, Claude Lelouch, Ettore Scola ou encore l'Américain Richard Donner. En 1978, il joue le chauffeur de Michel Galabru dans La Cage aux folles, grand succès d'Édouard Molinaro. L'année suivante, c'est avec Jean-Paul Belmondo qu'il est à l'affiche de Flic ou Voyou. 
S'il tourne moins dans les années 2000, on le voit quand même régulièrement à la télévision dans Frank Riva, mini-série avec Alain Delon puis dans la première saison de Mafiosa, le clan. En 2007, il fait partie de la bande de vieux voyous du film J'ai toujours rêvé d'être un gangster de Samuel Benchetrit. Un film en noir et blanc, hommage aux grandes années du cinéma chères à Venantini. Peu après c'est L'Immortel, encore un film de gangsters, signé cette fois Richard Berry, qui permet de retrouver l'acteur.
En avril 2009, il est au festival du film policier de Beaune pour rendre hommage à Georges Lautner, avec lequel il a tourné au total une dizaine de films. Le réalisateur décède en novembre 2013 et Claude Rich décède en juillet 2017, laissant Venantino Venantini devenir, avec Béatrice Delfe et Georges Nojaroff les derniers participants aux Tontons flingueurs encore en vie,.
En 2014, il joue dans le film d'horreur italien Phantasmagoria, de Mickael Abbate, Domiziano Cristopharo et Tiziano Martella.
En décembre 2015, il sort son autobiographie Le Dernier des Tontons Flingueurs, préfacé par Laurent Gerra, publiée aux Éditions Michel Lafon. Le même mois, il retrouve Claude Lelouch qui lui donne le rôle du père de Jean Dujardin dans la comédie romantique Un plus une.
En 2017, il joue ce qui est son dernier rôle, Léonard de Vinci dans la série télévisée L'Art du crime.
La même année, devant la dégradation du négatif du film franco-italien Paris est toujours Paris une restauration 4K est placée sous son parrainage,. Le 17 avril 2018, pour son anniversaire, il présente la restauration de Paris est toujours Paris au cinéma Mac Mahon à Paris.

### Mort
Venantino Venantini meurt le 9 octobre 2018 à l'âge de 88 ans à l'hôpital de Viterbe près de Rome, des suites d'une opération. Il s'était brisé le col du fémur pendant l'été,.
Les funérailles ont été célébrées à Rome, le 12 octobre, en l'Église des Sacrés-Cœurs de Jésus et de Marie.

### Famille
Venantino Venantini est le père de l'acteur Luca Venantini et de Victoria Venantini.

## Filmographie

### Cinéma

#### Années 1950
- 1953 : Les Gaîtés de la correctionnelle (Un giorno in pretura) de Steno : un officier
- 1956 : Sait-on jamais... de Roger Vadim
- 1959 : Ben-Hur de William Wyler : palefrenier de la course de chars

#### Années 1960
- 1961 : Macaronis dans le désert (Pastasciutta nel deserto) de Carlo Ludovico Bragaglia : Malapaga
- 1961 : L'Odyssée nue (Odissea nuda) de Franco Rossi : le réalisateur
- 1962 : L'Arsenal de la peur (La città prigioniera) de Joseph Anthony : le général Ferolou
- 1962 : La Dernière Attaque (La guerra continua) de Leopoldo Savona : Alberto
- 1963 : Fantasmagorie de Patrice Molinard - court métrage -
- 1963 : Les Tontons flingueurs, de Georges Lautner : Pascal
- 1963 : Des pissenlits par la racine de Georges Lautner : Pierre Michon
- 1964 : Les Conséquences (Le conseguenze) de Sergio Capogna : Valerio
- 1964 : Il vuoto de Piero Vivarelli : Andrea Masi
- 1965 : La Célestine (La Celestina P... R...) de Carlo Lizzani : Carlo
- 1965 : Fantômas se déchaîne : un inspecteur
- 1965 : Le Corniaud de Gérard Oury : Mickey dit le bègue
- 1965 : L'Extase et l'Agonie (The Agony and the Ecstasy) de Carol Reed : Paris De Grassis
- 1966 : Galia de Georges Lautner : Greg
- 1966 : Barbouze chérie (Zarabanda bing bing) de José María Forqué : Giuliano
- 1966 : Le Grand Restaurant de Jacques Besnard : Henrique
- 1967 : Vivre la nuit de Marcel Camus: Bollert
- 1967 : La Grande Sauterelle de Georges Lautner: Vladimir
- 1967 : Round Trip de Pierre-Dominique Gaisseau : Marc Daumel
- 1967 : Bandidos de Massimo Dallamano : Billy KaneVenantino Venantini dans Bandidos (1967).

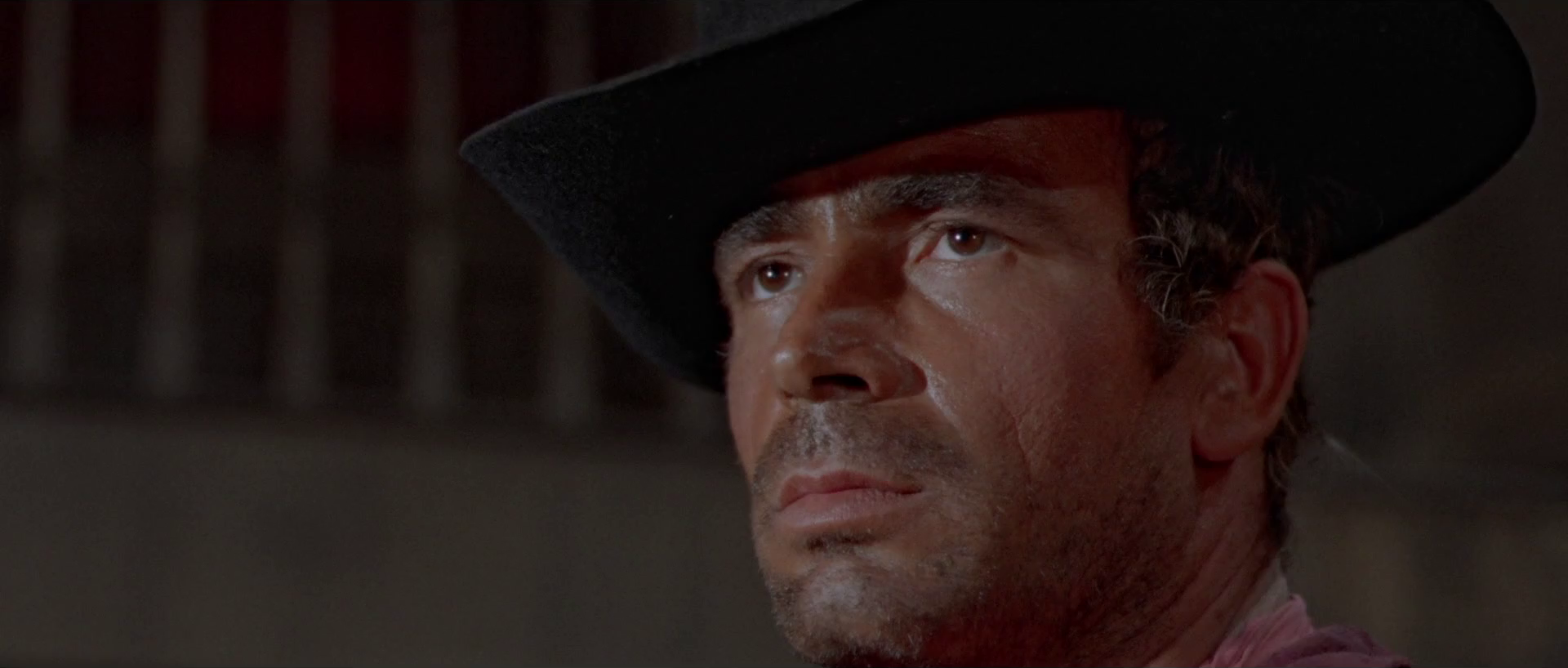
Venantino Venantini dans Bandidos (1967).

- 1968 : Erotissimo de Gérard Pirès : Sylvio
- 1968 : Le tueur aime les bonbons (Un killer per sua maestà) de Federico Chentrens et Maurice Cloche : Costa
- 1968 : La Bataille pour Anzio (Lo sbarco di Anzio) de Edward Dmytryk et Duilio Coletti : le capitaine Burns
- 1968 : Les Amours de Lady Hamilton de Christian-Jaque: le prince Carraciola
- 1968 : L'Amour à cheval (La matriarca) de Pasquale Festa Campanile : Aurelio
- 1969 : Il Nero, l'homme qui venait de la Caroline (L'odio è il mio Dio) de Claudio Gora : Sweetly, le tueur
- 1969 : Playgirl 70 de Federico Chentrens : Alan
- 1969 : Les Guerriers de l'enfer (I diavoli della guerra) de Bitto Albertini : Heinrich Meinike

#### Années 1970
- 1970 : Quella chiara notte d'ottobre de Massimo Franciosa : le meurtrier
- 1970 : L'Amour de gré ou de force (Per amore o per forza) de Massimo Franciosa
- 1970 : Êtes-vous fiancée à un marin grec ou à un pilote de ligne ? de Jean Aurel : l'inspecteur de police
- 1971 : La Peau qui brûle (La rossa dalla pelle che scotta) de Renzo Russo : Le chasseur
- 1971 : Macédoine de Jacques Scandelari : Brian Goffy
- 1971 : Il était une fois un flic de Georges Lautner : Felice
- 1971 : La Femme du prêtre (La moglie del prete) de Dino Risi : Maurizio
- 1971 : Laisse aller... c'est une valse de Georges Lautner : Tosca
- 1971 : La araucana de Julio Coll : Pedro de Valdivia
- 1971 : La Folie des grandeurs de Gérard Oury : Del Basto
- 1972 : Racconti proibiti... di niente vestiti de Brunello Rondi : Le soldat sicilien
- 1972 : Le Rempart des Béguines de Guy Casaril : Max
- 1973 : Dérapage contrôlé (Troppo rischio per un uomo solo) de Luciano Ercoli : Piero
- 1973 : La padrina de Giuseppe Vari : Tommaso Russo
- 1973 : Un modo di essere donna de Pier Ludovico Pavoni : Simone
- 1973 : La Police au service du citoyen (La polizia è al servizio del cittadino ?) de Romolo Guerrieri : Mancinelli
- 1973 : Les Diablesses (La morte negli occhi del gatto) d'Antonio Margheriti : le père Robertson
- 1973 : Profession : Aventuriers de Claude Mulot : Pablo
- 1973 : Number One de Gianni Buffardi : Leo
- 1974 : Amour libre (Amore libero) de Pier Ludovico Pavoni : Chaval
- 1974 : Le Führer en folie de Philippe Clair : le majordome italien
- 1974 : Toute une vie de Claude Lelouch: l'homme « très italien »
- 1975 : Calore in provincia (it) de Roberto Bianchi Montero : Santuzzo
- 1975 : Emmanuelle l'antivierge (Emmanuelle 2) de Francis Giacobetti : le joueur de polo
- 1975 : Black Emanuelle (Emanuelle nera) de Bitto Albertini : William Meredith
- 1976 : Jeunes, désespérés, violents (Liberi armati pericolosi) de Romolo Guerrieri : M. Mayen
- 1976 : C'è una spia nel mio letto de Luigi Petrini : Roger
- 1976 : René la Canne de Francis Girod : Carlo
- 1976 : Il pomicione de Roberto Bianchi Montero : Renato
- 1976 : Il letto in piazza (it) de Bruno Gaburro : Bogart
- 1976 : La Possédée du vice (Emanuelle nera - Orient Reportage) de Joe D'Amato : David
- 1977 : L'altra metà del cielo de Franco Rossi : Rickie
- 1977 : Nove ospiti per un delitto de Ferdinando Baldi : Walter
- 1977 : La bidonata (it) de Luciano Ercoli : le Français
- 1977 : La bravata (it) de Roberto Bianchi Montero : Walter
- 1978 : La Guerre des robots (La guerra dei robot) d'Alfonso Brescia : Paul
- 1978 : Dernier Amour (Primo amore) de Dino Risi : Emilio
- 1978 : La Grande Bataille (Il grande attacco) d'Umberto Lenzi : Michael
- 1978 : Emanuelle et les filles de madame Claude (La via della prostituzione) de Joe D'Amato : Giorgio Rivetti
- 1978 : La Cage aux folles d'Édouard Molinaro : le chauffeur de Charrier
- 1979 : Pied plat sur le Nil (Piedone d'Egitto) de Steno : Ruotolo
- 1979 : Le Justicier au gardénia (Gardenia, il giustiziere della mala) de Domenico Paolella : Nocita
- 1979 : Aldo fait ses classes (Riavanti... Marsch!) de Luciano Salce : sergent Sconocchia
- 1979 : SOS Concorde (Concorde Affaire '79) de Ruggero Deodato : Forsythe
- 1979 : Flic ou Voyou de Georges Lautner : Mario
- 1979 : Corléone à Brooklyn (Da Corleone a Brooklyn) d'Umberto Lenzi : le lieutenant Danova
- 1979 : L'Humanoïde (L'umanoide) d'Aldo Lado :
- 1979 : On est venu là pour s'éclater de Max Pécas : le père de Sylvain
- 1979 : Terreur express (La ragazza del vagone letto) de Ferdinando Baldi : Mike

#### Années 1980
- 1980 : Tre sotto il lenzuolo de Michele Massimo Tarantini et Domenico Paolella
- 1980 : Chaleurs exotiques (it) (Sesso profondo) de Marino Girolami : M.. Murphy
- 1980 : La bestia nello spazio d'Alfonso Brescia : Juan Cardoso
- 1980 : Pulsions cannibales (Apocalypse domani) d'Antonio Margheriti : le lieutenant Hill
- 1980 : La Guerre des gangs (Luca il contrabbandiere) de Lucio Fulci : le capitaine Tarantino
- 1980 : Frayeurs (Paura nella città dei morti viventi) de Lucio Fulci : M. Ross
- 1980 : La Terrasse (La terrazza) de Ettore Scola : un hôte
- 1981 : Longshot d'E. W. Swackhamer
- 1981 : Cannibal Ferox d'Umberto Lenzi : le sergent Ross
- 1982 : Les Nouveaux Barbares (I nuovi barbari) de Enzo G. Castellari : le père Moses
- 1982 : Dieu les fait et les assemble (Dio li fa poi li accoppia) de Steno : Occhipinti
- 1982 : Giggi il bullo (it) de Marino Girolami : Don Salvatore
- 1982 : Les Derniers Monstres de Dino Risi
- 1983 : Les Exterminateurs de l'an 3000 (Gli sterminatori dell'anno 3000) de Giuliano Carnimeo : John
- 1983 : Les Déchaînements pervers de Manuela de Joe D'Amato : Giorgio Rivetti (images d'archives, non crédité)
- 1983 : Attention ! Une femme peut en cacher une autre de Georges Lautner: Nino
- 1984 : Windsurf : Il vento nelle mani de Claudio Risi : Walter
- 1984 : Le Bon Roi Dagobert de Dino Risi: Demetrius, marchand
- 1985 : Liberté, Égalité, Choucroute de Jean Yanne : un sans-culotte
- 1985 : Ladyhawke, la femme de la nuit (Ladyhawke) de Richard Donner : le secrétaire de l'évêque
- 1985 : The Assisi Underground d'Alexander Ramati (en) : Pietro
- 1985 : Final Justice de Greydon Clark : Joseph Palermo
- 1985 : Les Nuits chaudes de Cléopâtre (Sogni erotici di Cleopatra) de Rino Di Silvestro
- 1985 : Les Aventures d'Hercule (Le avventure dell'incredibile Ercole) de Luigi Cozzi : le grand-prêtre
- 1985 : Il pentito de Pasquale Squitieri : L'un des chefs
- 1986 : Aladin de Bruno Corbucci : Puncher
- 1987 : Vices et Caprices (Capriccio) de Tinto Brass : Alfredo
- 1989 : Vanille Fraise de Gérard Oury : Anselmo

#### Années 1990
- 1990 : La Putain du roi d'Axel Corti : Louis d'Aragon
- 1992 : Prova di memoria (it) de Marcello Aliprandi
- 1992 : Mutande pazze (it) de Roberto D'Agostino (it) : le père d'Alessia
- 1992 : Il respiro della valle de Roberto Serrani
- 1992 : Blu notte de Giorgio Serafini : le père
- 1996 : Giovani e belli de Dino Risi : Buby
- 1997 : L'amico di Wang de Carl Haber : Ezio
- 1998 : Le faremo tanto male (it) de Pino Quartullo : Pietro
- 1998 : Le 18e Ange (en) (The Eighteenth Angel) de William Bindley : l'horloger
- 1998 : Le Dîner (La cena) d'Ettore Scola : Curci
- 1999 : Toni de Philomène Esposito : Minelli

#### Années 2000
- 2003 : Livraison à domicile de Bruno Delahaye : Giuseppe, le père de Thomas
- 2003 : Ho visto le stelle : Duilio Masera
- 2004 : Atomik Circus, le retour de James Bataille de Didier Poiraud et Thierry Poiraud : Matt Kelso
- 2007 : Il nascondiglio
- 2007 : Je crois que je l'aime de Pierre Jolivet: Della Ponte
- 2007 : J'ai toujours rêvé d'être un gangster de Samuel Benchetrit : Joe
- 2008 : Nos 18 ans de Frédéric Berthe : Marcello

#### Années 2010
- 2010 : The Museum of Wonders
- 2010 : Bloody Sin : l'évêque
- 2010 : L'Immortel de Richard Berry : Padovano
- 2011 : Hyde's Secret Nightmare de Domiziano Cristopharo : le barman
- 2014 : Phantasmagoria[5],[6] de Mickael Abbate, Domiziano Cristopharo et Tiziano Martella : le grand-père
- 2014 : Papa Lumière d'Ada Loueilh : gérant de l'hôtel
- 2015 : Un plus une de Claude Lelouch : Henri Bertolotti
- 2015 : La Vie très privée de Monsieur Sim de Michel Leclerc : M. Matteotti
- 2016 : Marseille de Kad Merad : Giovanni Amato, père de Paolo et Joseph
- 2017 : Vive la crise de Jean-François Davy : Pirandello
- 2017 : Smitten! de Barry Morrow : le vieux gitan
- 2017 : Maryline de Guillaume Gallienne : Elio

### Télévision

#### Années 1960
- 1962 : Escapade in Florence : Lorenzo

#### Années 1970
- 1970 : Coralba : Karl Bauer
- 1978 : Histoires de voyous : Dormez pigeons ! : Paul
- 1978 : Sam et Sally : de Robert Pouret, épisode : Bédélia : Velasquez

#### Années 1980
- 1983 : Mark Twain: Le Voyage des innocents (The Innocents Abroad) : serveur
- 1985 : La Course vers le sommet (Going for the Gold: The Bill Johnson Story) : Freidmeyer
- 1987 : Ellepi
- 1987 : I ragazzi della 3 C : M. Lazzaretti
- 1988 : Big Man - 395 dollari l'oncia : Pierre Legrand
- 1988 : Quando ancora non c'erano i Beatles
- 1989 : Les Dossiers secrets de l'inspecteur Lavardin - téléfilm : Maux croisés de Claude Chabrol : Giuseppe Rasia
- 1989 : Tango Bar : Viriani
- 1989 : Oceano : M. Perdomo
- 1989 : Des cadavres à la pelle d'Éric Le Hung

#### Années 1990
- 1990 : Death Has a Bad Reputation : Umberto Aidoni
- 1991 : Love at First Sight : Santino
- 1991 : Maguy : Luigi Pampa (1 épisode)
- 1991 : Michel-Ange (A Season of Giants) : cardinal Jean de Lagraulas
- 1991 : La Mort au bout des doigts (Touch and Die) : apparition
- 1992 : Prêcheur en eau trouble de Georges Lautner : Vitali
- 1993 : Les Noces de Lolita : le peintre
- 1994 : Fair Game : Claudio
- 1995 : Cœurs Caraïbes

#### Années 2000
- 2002 : Le ragazze di Miss Italia
- 2004 : Un medico in famiglia (1 épisode) : un Hébreu
- 2004 : Frank Riva : Francesco Melfi
- 2005 : Il maresciallo Rocca (1 épisode) : Michele Gianni
- 2006 : Jeanne Poisson, marquise de Pompadour de Robin Davis : le tailleur
- 2006 : Mafiosa, le clan : Charly Scaglia
- 2007 : Greco (1 épisode): Fille de quelqu'un : Daniel Grazzi
- 2008 : Duval et Moretti (1 épisode) : Paloma en danger : Lorenzi
- 2009 : À deux c'est plus facile d'Émilie Deleuze : un ami de Joseph

#### Années 2010
- 2015 : Le Chapeau de Mitterrand de Robin Davis : le serveur du restaurant à Venise
- 2017 : L'Art du crime, série réalisée par Charlotte Brandström : Léonard de Vinci

## Autobiographie
- Le Dernier des Tontons flingueurs, Éditions Michel Lafon, 2015, 284 pages.

## Vidéographie
- 2016 : Venantino Venantini, l'Odyssée du Tonton italien, documentaire de Sandrine Dumarais